# 키미 츠나기 파이브 엠
《키미 츠나기 파이브 엠》(君繋ファイブエム 기미쓰나기화이브에무[*], 너와 연결된 거리 5미터)은 아시안 쿵후 제너레이션이 2003년에 발매한 첫 번째 정규 음반이다.
대한민국에는 아시안 쿵후 제너레이션의 3번째 내한 공연인 《지산 밸리 록 페스티벌》 참가를 기념해 2009년 7월 17일 발매됐다. 이 음반이 발매됨으로, 아시안 쿵후 제너레이션의 모든 정규 음반(1집 ~ 5집)이 한국에 발매됐다.
또, 한국 발매판에는 컴필레이션 음반 《ASIAN KUNG-FU GENERATION presents NANO-MUGEN COMPILATION 2009》에 수록된 아시안 쿵후 제너레이션의 최신곡인 〈요루노 콜 (夜のコール 밤의 콜(Call)[*])〉이 보너스 트랙으로 13번 트랙에 수록된다.

## 수록곡
1. 플래쉬백 (フラッシュバック 프랏슈밧쿠[*])
2. 미라이노 카케라 (未来の破片 미래의 파편[*])
3. 덴파토 (電波塔 전파탑[*])
4. 언더스탠드 (アンダースタンド 안다스탄도[*])
5. 나츠노히 잔조 (夏の日、残像 여름 날, 잔상[*])
6. 무겐 글라이더 (無限グライダー 무한 글라이더[*])
7. 소노오케오 (その訳を 그 이유를[*])
8. N.G.S
9. 지헤이탄사쿠 (自閉探索 자페탐색[*])
10. E
11. 기미토이 하나 (君という花 너라는 꽃[*])
12. 노네임 (ノーネーム 노네무[*])
13. 요루노 콜 (夜のコール 밤의 콜(Call)[*])
한국판에만 수록된 보너스 트랙이다.